# Strada nazionale 15 (Marocco)
La strada nazionale 15 (N 15) in Marocco è una strada che collega Beni Ensar a Midelt.